# Цуцкиридзе, Константин Захарович
Константин Захарович Цуцкири́дзе (1912—1945) — участник Великой Отечественной войны, майор, Герой Советского Союза (1946).

## Биография
Родился в 1912 году в селе Свери, вошедшем позднее в состав города Чиатура (Грузия). Грузин. В 1931 году вступил в ВКП(б). Получил среднее образование. Работал завотделом пропаганды и агитации Чиатурского райкома комсомола.
В 1933 году был мобилизован в Красную Армию. В 1938 году принимал участие в боях против японской армии у озера Хасан. В 1941 году окончил Военно-политическую академию. С августа 1941 года находился в боевых частях на фронтах Великой Отечественной войны.
Будучи в звании майора, был назначен заместителем командира 823-го артиллерийского полка по политчасти 301-й стрелковой дивизии, 9-го стрелкового корпуса, 5-й ударной армии, 1-го Белорусского фронта. Формирования, где служил майор Цуцкиридзе, участвовали в подготовке и последующем прорыве обороны фашистов на левом берегу реки Одер в районе населённого пункта Гольцов (Германия). С 16 по 19 апреля 1945 года Цуцкиридзе находился на передовых рубежах, мобилизуя личный состав батарей на выполнение задания командования.
19 апреля 1945 года в районе города Буков Константин Цуцкиридзе возглавил уничтожение вражеских автоматчиков, проникнувших на советские огневые позиции. В ходе боя был тяжело ранен командир одного из орудий. Майор Цуцкиридзе взял на себя командование расчётом. Им удалось подбить три танка. Сам Константин Цуцкиридзе в этом бою погиб.

## Награды
Указом Президиума Верховного Совета СССР звание Героя Советского Союза было присвоено 15 мая 1946 года посмертно. Согласно официальной формулировке: «за образцовое выполнение боевых заданий командования на фронте борьбы с немецко-фашистским захватчиками и проявленные при этом мужество и героизм».
Награждён также орденом Ленина, орденами Красного Знамени, Отечественной войны 1-й степени, различными медалями.

## Память
В Тбилиси есть улица Цуцкиридзе, в Чиатуре установлен его бюст, там же одна из школ носит его имя, в селе Свери (теперь территория Чиатуры) — установлена памятная стела.